# Maribo
Maribo är en tätort och stad belägen mitt på ön Lolland i sydöstra Danmark som utgör centralort i Lollands kommun i Region Själland. Tätorten hade 5 735 invånare 2017.  Staden är också säte för biskopen i Lolland-Falsters stift och är känd som Domkirkebyen Maribo på grund av sin gamla klosterkyrka, Maribo domkyrka, som landmärke. Den är också känd som diktarprästen Kaj Munks födelsestad. Staden är en av få danska köpstäder som ligger inne i landet utan direkta segelförbindelser till farvatten och hav omkring Danmark.
I Maribo finns bland annat livsmedels-, metallvaru-, plast- och möbelindustri. Staden har en järnvägsstation på Lollandsbanan mellan Nykøbing Falster och Nakskov. Mellan Maribo och Bandholm går en museijärnväg, Museumsbanen Maribo-Bandholm.
Maribo är ett trafiknav på ön Lolland,  motorväg E47 passerar norr om staden. Härifrån är det cirka åtta kilometer till Sakskøbing, 13 kilometer till Rødby, 28 kilometer till Nakskov, 26 kilometer till Nykøbing Falster och 52 kilometer till Vordingborg.
Tidigare har Maribo utgjort centralort i dåvarande Maribo kommun.

## Galleri

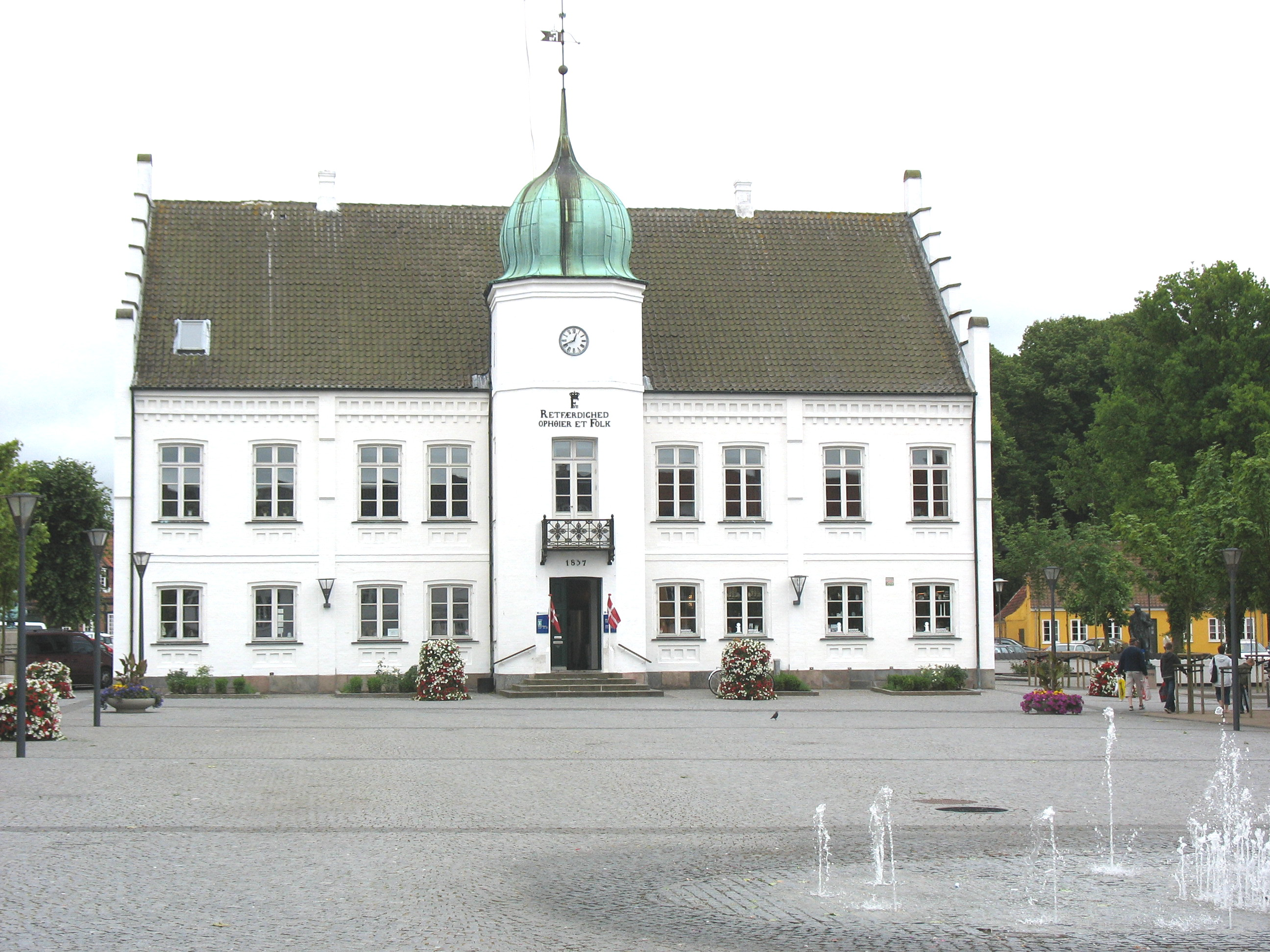
Maribos gamla rådhus från 1857 ligger på Maribotorget.
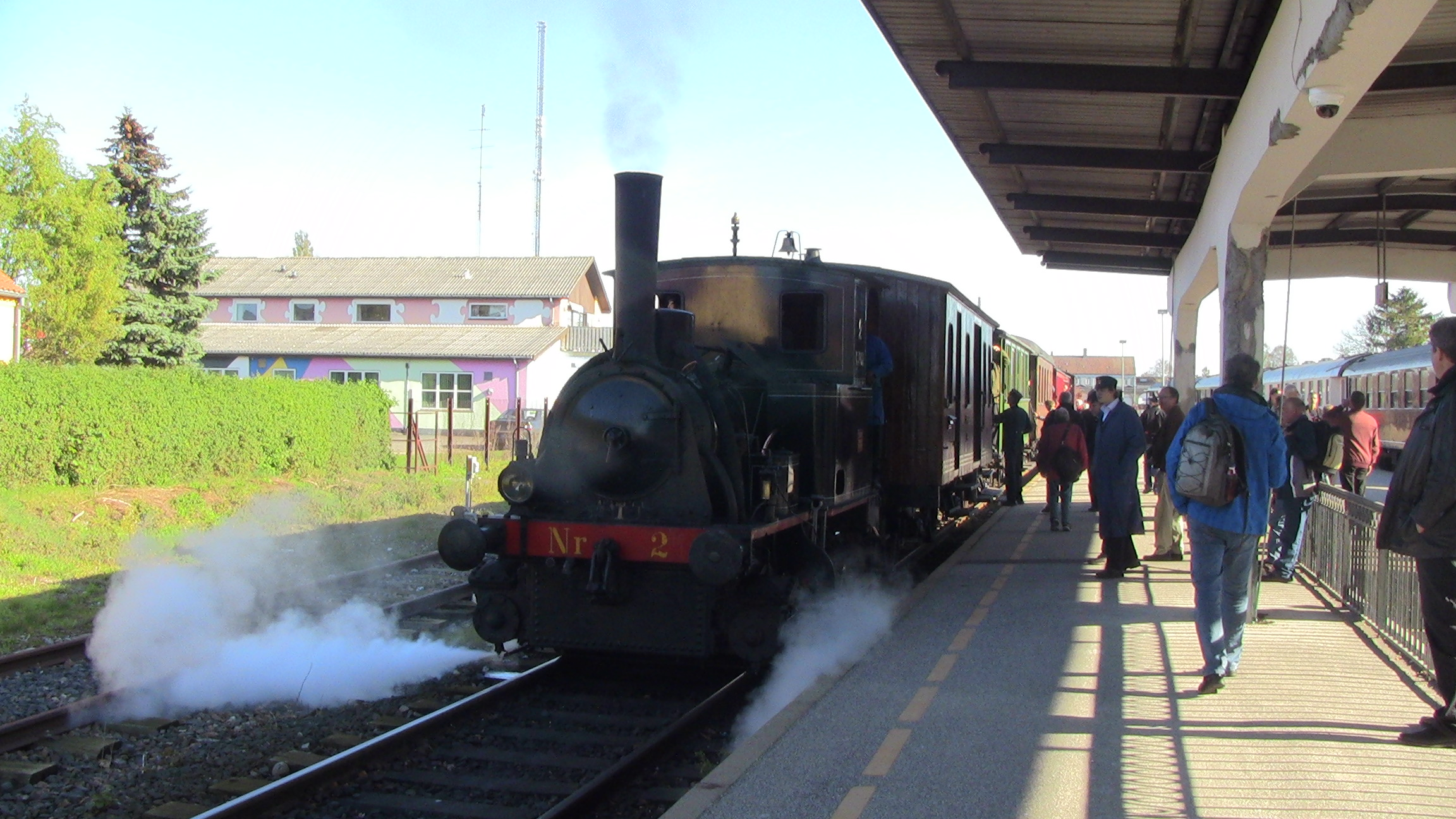
Museumsbanan Maribo-Bandholm vi Maribo station.
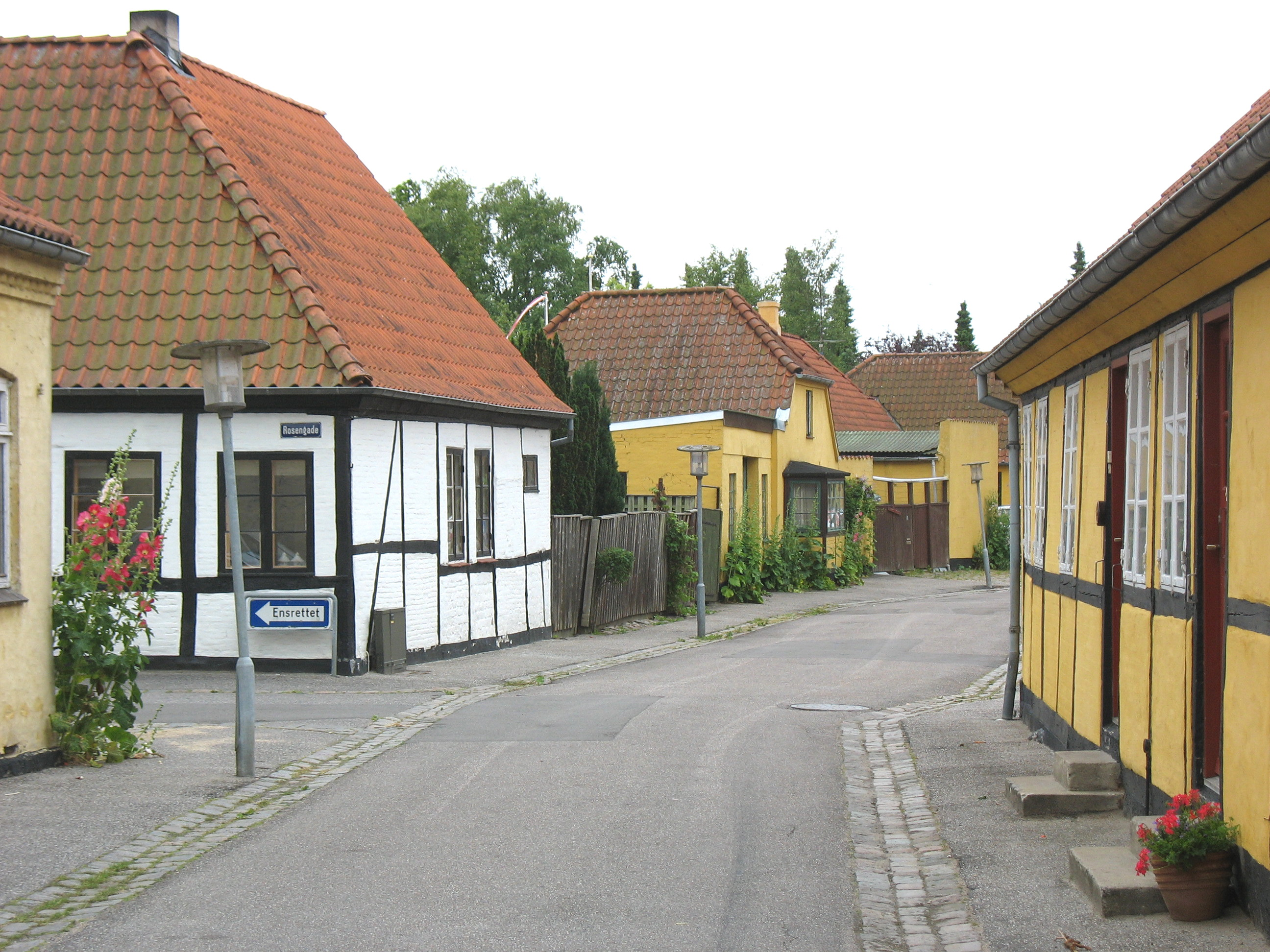
Gatuparti med gamla hus.
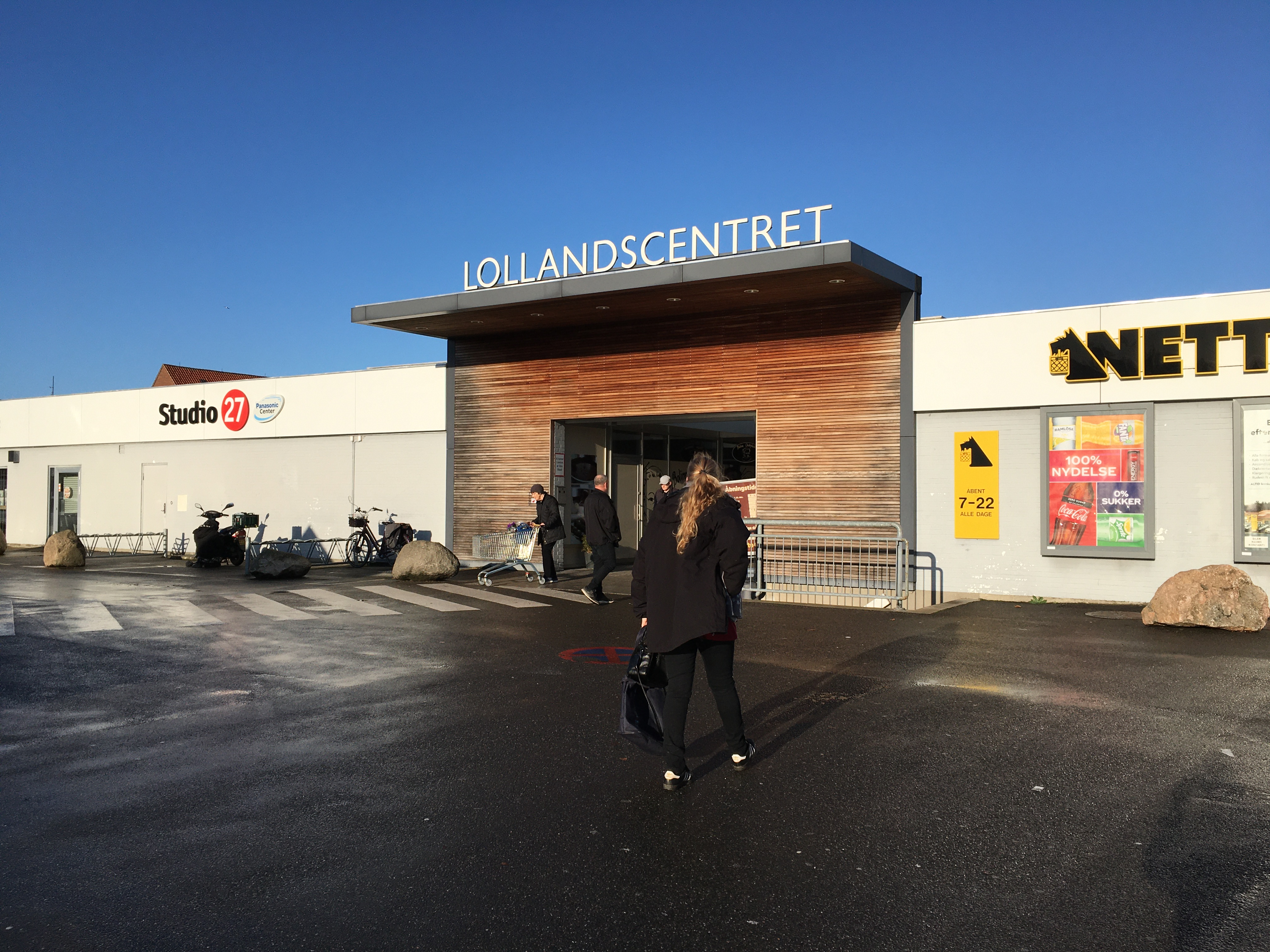
Lollandcenter.
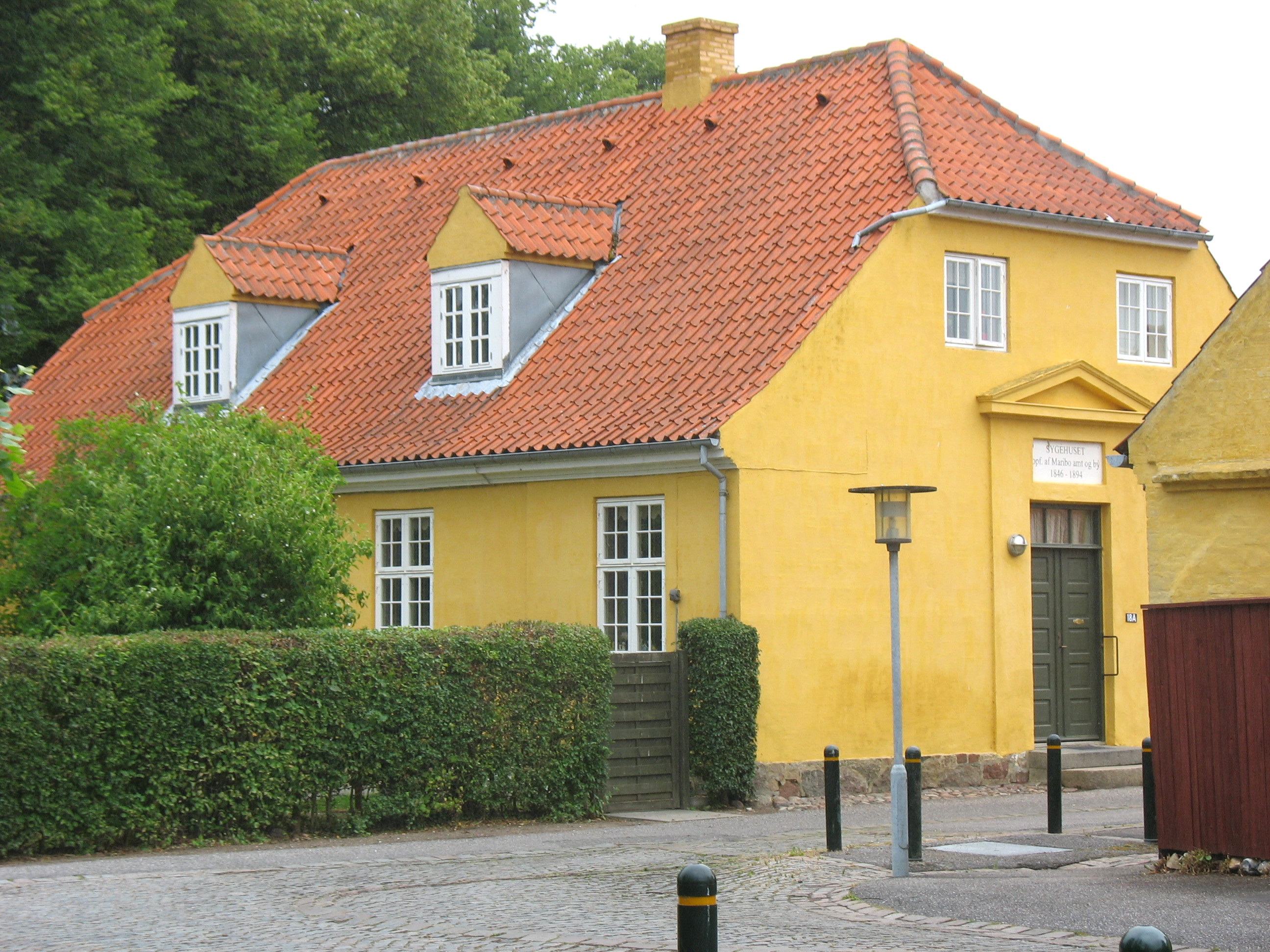
Gamla hospitalet.
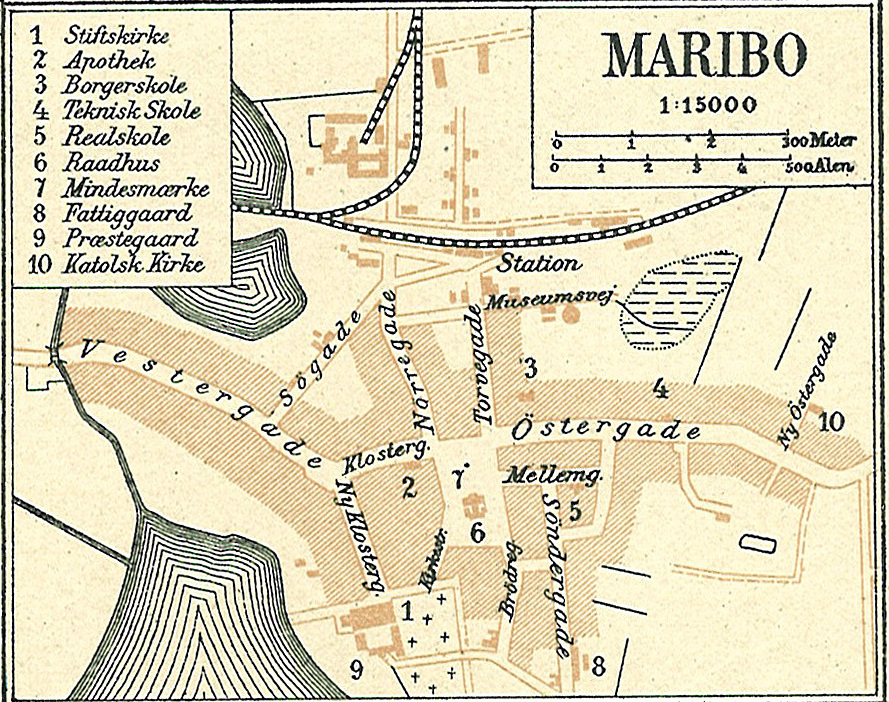
Maribo ca 1900.